# Wendy Acosta
Wendy Patricia Salas Acosta (sinh ngày 19 tháng 12 năm 1989) là một cầu thủ bóng đá người Costa Rica, chơi ở vị trí tiền vệ cho đội tuyển bóng đá nữ quốc gia Costa Rica.

## Sự nghiệp Quốc tế
Vào ngày 28 tháng 4 năm 2010, Acosta có trận ra mắt quốc tế trước đội tuyển Honduras. Vào ngày 7 tháng 10 năm 2011, cô ghi bàn thắng quốc tế đầu tiên của mình trong trận đấu với tuyển El Salvador. Trong các trận đấu tiếp theo với Honduras và Guatemala, cô lại ghi một bàn trong mỗi trận đấu. Sau đó vào ngày 22 tháng 1 năm 2012, cô đã ghi một cú đúp vào lưới đội tuyển Haiti. Vào ngày 7 tháng 3, cô lập một hat-trick trong trận đấu với Belize, với các bàn thắng ở phút 25, 44 và 65 trong trận đấu mà Costa Rica thắng đậm 14-0. Cô tiếp tục ghi bàn của mình, khi cô ghi những bàn thắng vào lưới đối thủ trong các trận đấu liên tiếp với El Salvador và Panama.
Vào ngày 16 tháng 3 năm 2013, Acosta ghi hai bàn trong trận đấu với Nicaragua. Ở đó, cô ghi bàn vào đầu của hiệp thi đấu đầu tiên, tại phút 14 và 20 Costa Rica thắng trận đấu này với tỉ số 4-0. Cô một lần nữa ghi bàn trong chiến thắng 6-1 cho Costa Rica trước Martinique, đánh bại thủ mọn đội bạn vào phút thứ 30 trước khi cô được thay ra nghỉ và cầu thủ dự bị Carol Sanchez được tung vào sân ở phút 60. Vào ngày 5 tháng 3 năm 2015, Acosta đã ghi một bàn duy nhất vào lưới Bosnia và Herzegovina, điều này giúp Costa Rica giành chiến thắng trong một trận đấu trong khuôn khổ Istria Cup.